# Flughafen Kochi (Indien)

i7
i11
i13
Der Flughafen Kochi (Malayalam കൊച്ചി അന്താരാഷ്ട്ര വിമാനത്താവളം, englisch Cochin International Airport, auch Nedumbassery Airport, IATA-Code: COK, ICAO-Code: VOCI) ist ein internationaler Verkehrsflughafen im indischen Bundesstaat Kerala.
Er befindet sich 27 Kilometer nordöstlich von Kochi entfernt beim Dorf Nedumbassery im Distrikt Ernakulam, etwa drei Kilometer nördlich des Periyar-Flusses. Der Flughafen verfügt über eine Start- und Landebahn sowie die unmittelbar nebeneinander liegenden Terminals „International“ und „Domestic“. Über einen eigenen Zubringer zur NH 47 besitzt der Flughafen eine schnelle Straßenverbindung nach Kochi.
Eigentümer ist Cochin International Airport Limited (CIAL), Flughafenbetreiber ist Airports Authority of India.

## Fluggesellschaften

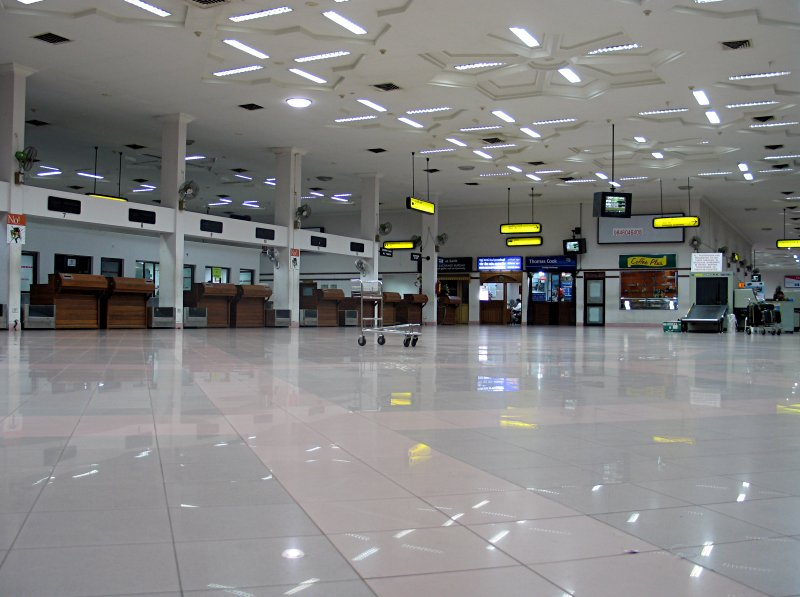
Schalterhalle

Eine Reihe großer Fluggesellschaften aus Indien und anderen Staaten Asiens nutzen diesen Flughafen.

## Photovoltaikanlagen
Am 19. August 2015 wurde in einer Presseerklärung verkündet, dass der Flughafen der erste weltweit sein wird, der komplett mit Solarstrom betrieben wird. Im Verlauf von 25 Jahren sollen dadurch 300.000 Tonnen Kohlenstoffdioxid eingespart werden. Die Solaranlage befindet sich neben dem Luftfrachtbereich. Auf einer Fläche von 45 ha wurden 46.150 Solarmodule mit einer Gesamtleistung von 12 Megawatt Peak installiert. Weitere PV-Anlagen befinden sich auf dem Ankunftsterminal (100 kWp) sowie auf und neben dem Wartungshangar (1 MWp).
2018 wurde der Flughafen aufgrund der innovativen Energieversorgung von den Vereinten Nationen im Rahmen des UN Environment Programme als Champion of the Earth ausgezeichnet.